# پاور متال
پاور متال (به انگلیسی: Power metal) یکی از زیر مجموعه‌های سبک هوی متال است که از هم درآمیزی متال سنتی و ترش متال یا اسپید متال پدید آمده‌است و معمولاً حال و هوای سمفونیک دارد. پاور متال را به دو گونه متفاوت اما مربوط به هم تقسیم می‌کنند: یکی را به آمریکای شمالی نسبت می‌دهند که تا حد زیادی در همان جا جلوه و نمایانگر شده و این قسم با اصواتی سنگین، شبیه اسپید متال همراه شده‌است. گونه دیگر را پایه‌ریزی شده در اروپا می‌دانند به‌ویژه  آلمان، انگلستان و اسکاندیناوی که نقش ویژه‌ای داشته‌اند. تفاوت این گونه با شکل آمریکای شمالی را در وجود اصوات ملودیک آرام‌تر و استفاده از ساز کیبورد در آن می‌دانند.

## مشخصات موسیقایی

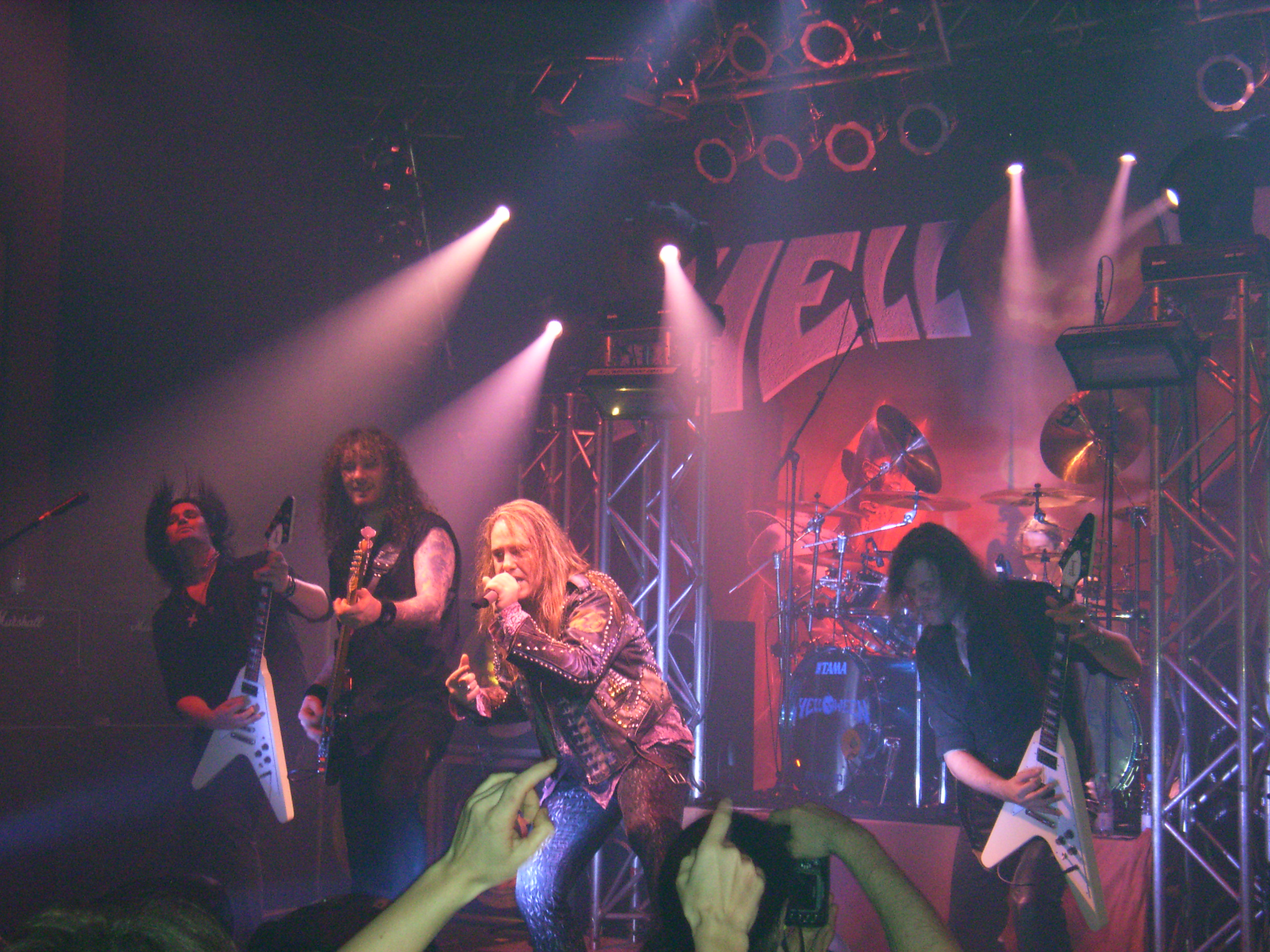
گروه هلووین کنسرت نورنبرگ ۲۰۰۶

امروزه پاور متال دارای تمپویی با سرعت بالا و هارمونی‌های ملودیک است. می‌توان گفت اصوات در پاور متال ملایم شده اصوات موسیقایی سبک اسپیدمتال است به همین دلیل اسپید متال را طلایه‌دار پاورمتال می‌نامند.

### خوانندگان
در پاور متال توجه ویژه‌ای به نحوه اجرای خواننده شده‌است، در این سبک خواننده اصواتی بسیار ملایم‌تر و ظریف‌تر از اصوات درشتی که خواننده‌ها در سبک‌هایی چون دث متال و بلک متال اجرا می‌کنند را از خود بروز می‌دهد. در دنباله میراث بزرگانی چون رونی جیمز دیو، بروس دیکینسون و راب هالفورد و دیگر خوانندگان مشهور سبک هوی متال، خوانندگان پاور متال هم در «کوک اصوات بالا» می‌خوانند. صدای اکثر خوانندگان این سبک در ردهٔ تنور است که توانایی اجرای نُت‌های بسیار بالا را دارند. از میان آن‌ها می‌توان خوانندگان بزرگی چون تیمو کوتیپلتو از گروه استراتو وریوس، مایکل کیسکه خواننده سابق گروه پرآوازه هلووین، اندی دریس خواننده فعلی گروه هلووین و رالف شفرز خواننده گروه پریمال فیر را نام برد. البته در طول سوابق تاریخی سبک پاور متال ما به خوانندگانی چون مت بارلو از گروه آمریکایی آیسد ارث یا ماتیاس بلد از گروه فالکونر یا یوآخیم بردن خواننده گروه ساباتون بر می‌خوریم که بر خلاف گروه‌های قبلی صدایی درشت و بم دارند گرچه در بعضی آهنگ‌های به‌ویژه مانند قطعه «Creator Failure» از آلبوم Burnt Offerings مت بارلو اجرایی متفاوت دارد آنچنانکه ناخودآگاه صدای راب هالفورد تداعی می‌شود.
خوانندگان پاور متالی همچون اندی دریس از هلووین، تیمو کوتیپلتو از استراتو واریوس و کای هانسن از گاما ری یا هانس کورش ار بلایند گاردین معمولاً در هنگام ضبط قطعات در استودیو در چندین لایه اقدام به ضبط صدای‌شان  می‌کنند. به این کار استفاده از جلوهٔ کُرال(آوازخوانی گروهی) می‌گویند و این یادآور گروه راک انگلیسی کوئین است که از این جلوه در کارهای خود استفاده می‌کردند. البته ما در ژانرهای دیگر هوی متال نیز شاهد خوانندگانی هستیم که گاه صدایی شبیه به خوانندگان پاورمتال دارند و به اصطلاح صدای آن‌ها «کوک اصوات بالا» را دارد مانند جویی بلادونا از گروه آمریکایی ترش متال آنترکس. با این اوصاف می‌توان نتیجه گرفت که خوانندگی با کوک صدای بالا منحصراً به خوانندگان گروه‌های پاورمتال نمی‌شود ولو اینکه از این نوع خوانندگی بیشتر در سبک پاورمتال استفاده می‌شود.

### موضوع اشعار
مضمون اشعار در سبک پاور متال اگرچه که مانند خود متال از گوناگونی زیادی برخوردار است ولیکن در این سبک اغلب از مضامینی همچون مضامین خیالی و افسانه وار (مانند : گروههای راپسودی آو فایر، بلایند گاردین و فالکونر) استفاده می‌شود و همینطور مضمون برادری و پایبندی به تعهدات مضمونی است که مورد استفاده بعضی گروه‌های پاور متالی چون استراتو واریوس، هلووین، گاما ری، همرفال و دراگن فورس قرار گرفته‌است. همچنین موضوعات روانشناسانه‌ای چون تقلای درونی و احساسات نیز درون‌مایهٔ اشعار بعض دیگری از گروه‌های پاورمتال شده‌است. که از میان آن‌ها می‌توان از پریمال فیر و نایت ویش نام برد. اما موضوعات دیگری همچون مرگ و جنگ را می‌توان در آثار گروه‌هایی چون منووار، ساباتون و آیسد ارث یافت. موضوعات ضد مذهبی و سیاسی که در متال رایج هستند در اینجا و در این سبک کمتر به چشم می‌خورند.

### تنظیم آهنگ و سازبندی

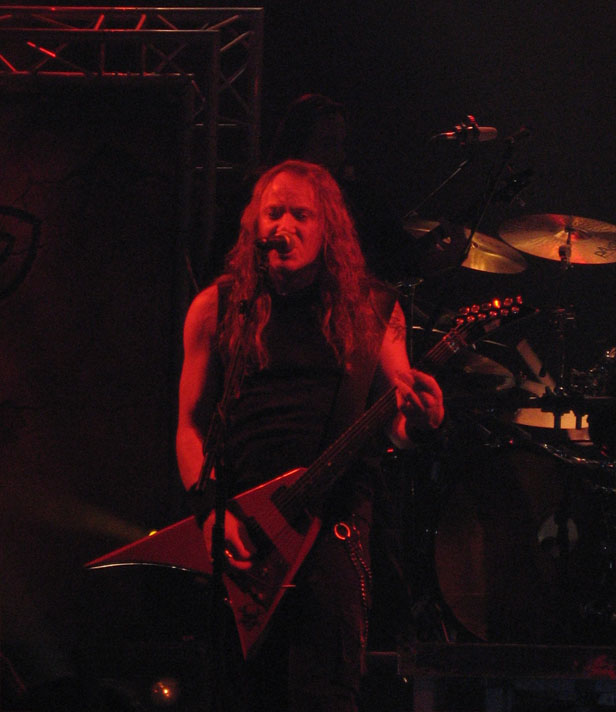
«کای هانسن» گیتاریست گروه «گاما ری» در کنسرتی در بارسلونا

در پاورمتال گیتار الکتریک و گیتار باس ریف‌هایی با تمپوی بالا را می‌نوازند، ولی آکوردها در این سبک با سرعت پایین تری تغییر می‌کنند با تمپویی منظم در هر میزان یا حتی آهسته‌تر. هرچند که وجود سولوهای فوق سریع و سخت در این سبک تقریباً اجتناب ناپذیر جلوه می‌کند. تغییر آهسته آکوردها در پاورمتال همان مفهومی را در تعریف پاورمتال دارد که تغییر سریع آکوردها در تعریف سبک ترش متال رایج دارد. معمولاً در این سبک استفاده به‌جا و مناسبی از آکوردهای ماژور می‌شود و این دقیقاً همانند استفاده خوب از آکوردهای سری سیرکل است. از گیتاریست‌های توانمند و صاحب سبک در پاورمتال می‌توان کای هانسن از گاما ری، مایکل ویکاث از هلووین و تیمو تولکی از استراتو واریوس را نام برد.
تعدادی از نوازندگان درامز پاورمتال برای آن‌که بتوانند نت‌های سیکسوله را با قدرت و دقت بیشتری بر سر هر ضرب بنوازند معمولاً از پدال دوبل باس یا از دو عدد طبل باس استفاده می‌کنند. اصولاً این تکنیک در پاورمتال به نسبت سایر ژانرهای هوی متال معمول‌تر است  ولی مختص پاور متال نیست و در دیگر شاخه‌های موسیقی هوی متال هم کاربرد دارد. این روش نوازندگی درامز توسط اینگو شویتنبرگ (نوازنده درام هلووین) کامل شد. روش و تکنیک او امروزه مورد استفاده بسیاری از نوازنده‌های درامز دیگر قرار گرفته‌است . با این وجود در سبک پاور متال شاهد تعدادی نوازنده درامز هستیم که از شیوهٔ دیگری به غیر از این شیوه استفاده می‌کنند. آن‌ها از تکنیک مورد استفاده در سبک ترش متال یعنی استفاده سریع‌تر و انفجاری از دو طبل باس که ۳ ضرب را به ۶ ضرب با زدن یک ضربهٔ اضافی تبدیل می‌کند استفاده می‌کنند. از این دست نوازندگان می‌توان درامرهای آیسد ارث و بلایند گاردین را نام برد. روش غیرمعمول دیگری هم در این سبک به چشم می‌خورد که ضرب انفجاری (به انگلیسی: blast beat) نام دارد. درامرهای دو گروه دراگون فورس و سلادور از این تکنیک استفاده می‌کنند.
ساز کیبورد هم معمولاً توسط گروه‌های پاورمتال در سازبندی آهنگ‌ها مورد استفاده قرار گرفته و می‌گیرد. این کار توسط جنز جانسون از گروه استراتو وَریوس همگانی شد، البته استفاده آن‌ها از لهجه‌های ظریف به صداهای پر در ملودی متغیر می‌نماید. بعضی از گروه‌های سمفونی پاورمتال مانند نایت ویش، راپسودی آو فایر یا فیری لند در ضبط و استفاده بیشتر از عناصر موسیقی سمفونیک شهرت دارند. این گروه‌ها به‌جای نوازندهٔ کیبورد از ارکسترهای مجهز برای همراهی با موسیقی‌شان استفاده می‌کنند.

## گونه‌های پاورمتال

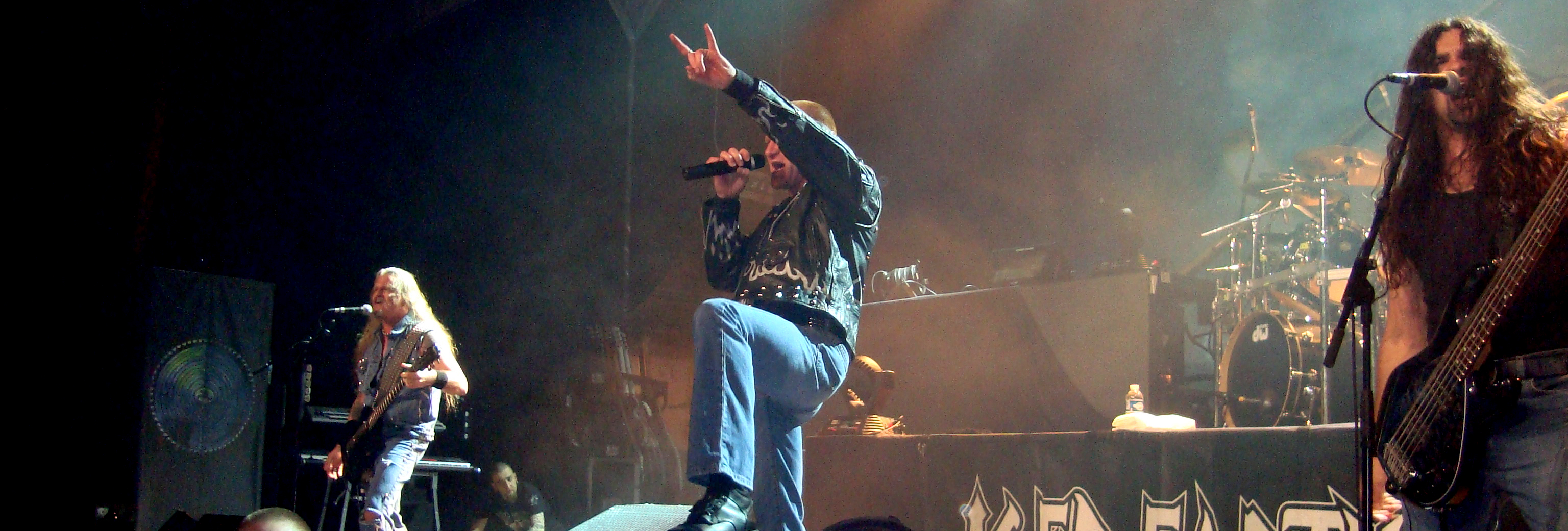
گروه «آیسد ارث» اجرا در سوئد

### گونهٔ آمریکایی
پدید آمدن پاورمتال آمریکایی را مربوط به دهه۸۰می دانند و آن را شاخه نوظهوری از کلاسیک متال، ترش متال و اسپیدمتال دانسته‌اند. این سبک معمولاً سریع، رک و بی پرده، سنگین و مهاجم‌گونه است که حال و هوای حماسی رزم گونه خاصی را القا می‌کند. در این گونه هیچ گاه کیبورد نقش بزرگی را ایفا نکرده و در عوض توجه بیشتر بر روی خوانندگی و ریف‌هاست. از این گونه می‌توان به منو وار، آیسد ارث و جگ پنزر اشاره کرد.

### گونهٔ اروپایی

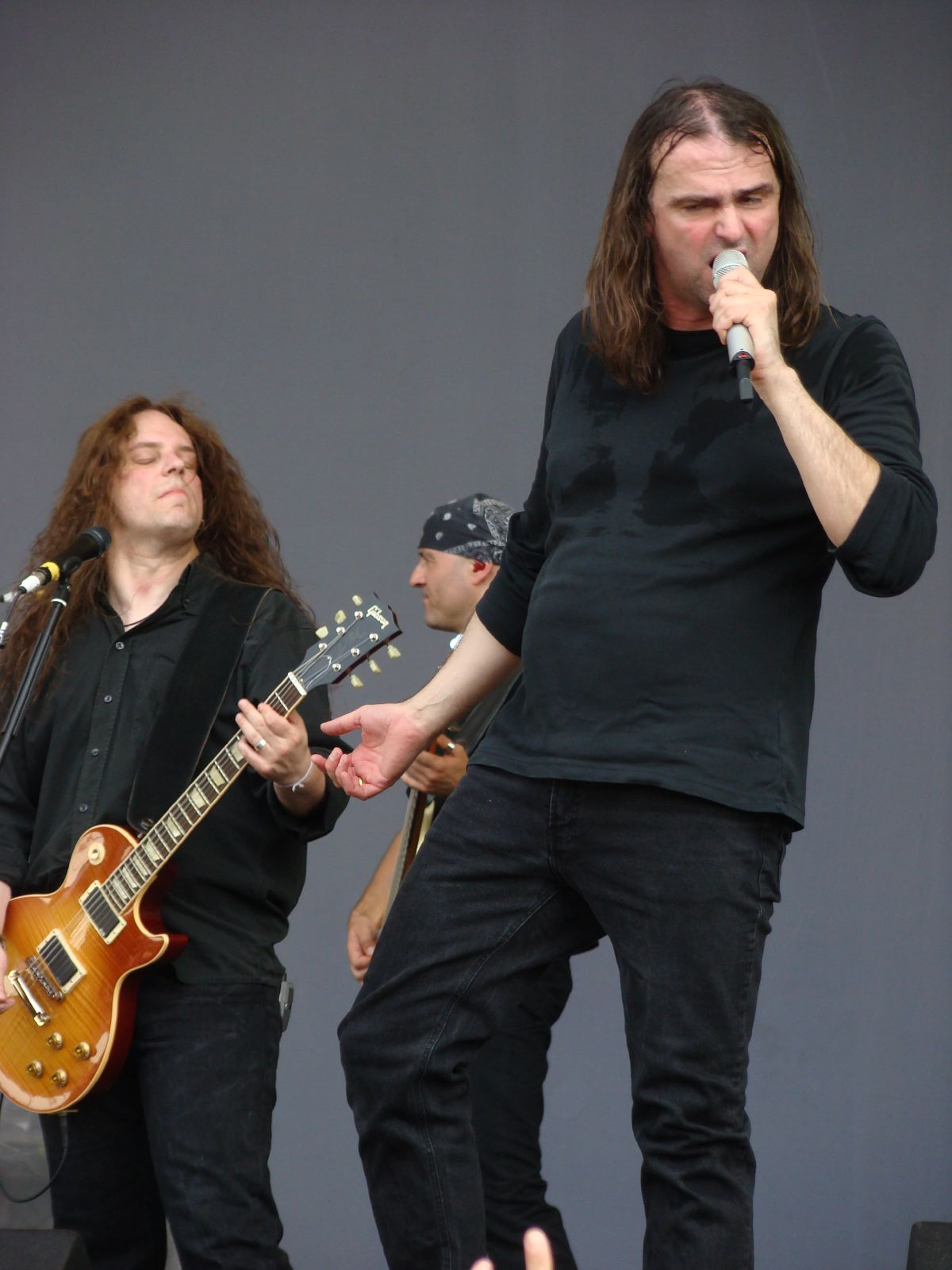
بلایند گاردین یکی از تأثیرگذارترین گروه‌ها بر گونهٔ اروپایی پاور متال است

سرچشمه این گونه را از موج نو هوی متال انگلیسی  دانسته‌اند، پدید آمدن "ملودیک پاورمتال" را به ظهور گروه آلمانی هلووین در دههٔ ۸۰ میلادی و گروه فنلاندی استراتو واریوس در دههٔ ۹۰ نسبت می‌دهند. در این گونه تمرکز ویژه‌ای بر روی ملودی شده و حال و هوای مثبت و روشنی دارد. گروه پر آوازه هلووین توانست با ترکیب ریف‌های سریع خفه شده اسپید متال و اجرای خواننده با کوک صدای بالا سبک جدیدی را پدید آورد که امروزه آن‌را «ملودیک پاور متال» می‌نامیم. ضبط آلبوم نگهبانان هفت کلید قسمت اول توسط هلوین را نقطه تولد پاورمتال دانسته‌اند. استراتو واریوس هم توانست که با استفاده از کیبورد و گیتار که قطعات سولوی نئو-کلاسیک را می‌نوازد در پیشرفت قسمت ملودیکِ پاورمتال موفق باشد.   